# خوان دیگو گونزالز-ویگیل
خوان دیگو گونزالز-ویگیل (اسپانیایی: Juan Diego González-Vigil‎؛ زادهٔ ۱۸ فوریهٔ ۱۹۸۵) بازیکن فوتبال اهل پرو است.

## باشگاهی
از باشگاه‌هایی که در آن بازی کرده‌است می‌توان به باشگاه فوتبال زولته وارخم و الیانزا لیما اشاره کرد.

## تیم ملی
وی همچنین در تیم ملی فوتبال پرو بازی کرده‌است.